# Marko Rupnik
Marko Ivan Rupnik, né le 28 novembre 1954 à Idrija (quartier de Zadlog (en)) en Slovénie, est un prêtre jésuite et artiste mosaïste slovène. De 1995 à 2020, il dirige le centre Aletti (it), atelier d'art religieux à Rome.
Marko Ivan Rupnik est temporairement excommunié par la Congrégation pour la Doctrine de la Foi en 2020 à la suite notamment d'accusations d'abus sexuels à l'encontre de femmes majeures.

## Biographie
Né le 28 novembre 1954 à Zadlog en Slovénie, Marko Rupnik entre au noviciat des Jésuites le 8 septembre 1973. Il étudie de 1977 à 1981 à l'Académie des beaux-arts de Rome. Avec Ivanka Hosta, il fonde en 1982, dans l'archidiocèse de Ljubljana, la communauté Loyola « dans le but de donner une expression féminine au charisme de saint Ignace de Loyola ». Il est ordonné prêtre le 29 juin 1985. La communauté de Loyola est érigée en 1994 comme institut féminin diocésain de vie consacrée. Au début des années 1990, Marko Rupnik quitte définitivement la Slovénie « dans des circonstances troubles » et prend la direction à Rome en 1995 du centre Aletti, atelier d'art religieux fondé par Jean-Paul II, qu'il fréquentait depuis sa création en 1991,,. 
Il est chargé en 1996 par Jean-Paul II de la rénovation artistique de la chapelle privée du pape, la chapelle Redemptoris Mater, dans l'enceinte des appartements pontificaux au Vatican,,.
Il enseigne à l'université grégorienne, à l'Institut pontifical oriental et à l'Athénée pontifical Saint-Anselme et donne des séminaires et des conférences dans de nombreuses autres institutions universitaires européennes.
De 1999 à 2013, il est consulteur du Conseil pontifical de la culture, puis à partir de 2012 du Conseil pontifical pour la promotion de la nouvelle évangélisation. Il est aussi consulteur du Dicastère pour le culte divin et la discipline des sacrements et du Dicastère pour le clergé.
La question de la protection de Marko Rupnik par le pape François a été soulevée par différents articles de presse,,,,,,.

## Abus sexuels et psychologiques
Les comportements signalés comme abusifs de Marko Rupnik couvrent une période comprise entre le milieu des années 1980 et 2018, soit plus de 30 ans. Ces signalements émanent de personnes qui ne se connaissent pas et à des époques différentes : au sein de la communauté de Loyola, du centre Aletti, ou à l'occasion de rencontres personnelles avec Rupnik,.

### Première enquête canonique (2018-2020)
En 2018 une femme rapporte des faits d'agressions sexuelles avec « absolution du complice » de la part de Rupnik commis en 2015. Le délit canonique est seul retenu et donne lieu à une première enquête par la Congrégation pour la doctrine de la foi (CDF). Il lui est interdit de confesser et d'accompagner spirituellement des femmes. En janvier 2020, les juges de la CDF concluent unanimement à la culpabilité de Rupnik en ce qui concerne le délit d'« absolution du complice » qui entraîne automatiquement l'excommunication. Il est formellement déclaré excommunié en mai 2020 par le préfet de la CDF, le cardinal Luis Ladaria Ferrer,(en 2019 selon le général des jésuites, Arturo Sosa). L'excommunication, tenue secrète, est cependant levée par décret le même mois. Selon le pape François, interrogé par l'Associated Press en janvier 2023, la raison en serait que Rupnik a reconnu les faits et indemnisé la victime. À l'issue de l'enquête, il est démis de ses fonctions de directeur du centre Aletti,.

### Deuxième enquête canonique (2021-2022)
En avril 2021, la Compagnie de Jésus reçoit un deuxième signalement analogue. En juillet de la même année, à l'occasion d'une visite apostolique, Daniele Libanori, évêque auxiliaire de Rome, reçoit le témoignage d'au moins neuf religieuses portant sur des faits d'agressions sexuelles et d'abus de conscience, notamment dans le cadre de la confession, commis par Rupnik entre 1985 et 1993 dans la communauté de Loyola dont il était alors l'accompagnateur spirituel,. 
À la demande de la CDF, la Compagnie de Jésus diligente une enquête et remet ses conclusions. Cependant les faits sont prescrits. Malgré la tentative des jésuites pour lever la prescription, en octobre 2022 le Dicastère pour la doctrine de la foi (ex-CDF) clôt le dossier des sœurs de la communauté de Loyola, empêchant l'ouverture d'un procès canonique,,.

### Sanctions prises par les jésuites
Le 6 décembre 2022, la Compagnie de Jésus annonce avoir pris des sanctions disciplinaires à l'encontre de Rupnik : il ne doit plus confesser, accompagner spirituellement ou prêcher des retraites. Tout enseignement ou engagement public doit être validé par sa hiérarchie,. Il ne peut pas quitter la région de Rome sans l'autorisation de ses supérieurs.
Les activités artistiques de Rupnik ne sont pas concernées par les restrictions qui lui sont imposées. Ainsi en 2022, pour la France, deux commandes sont en cours : une pour la future église Saint-Joseph-le-Bienveillant, à Versailles, et une autre pour une chapelle de la basilique Sainte-Thérèse de Lisieux,. Le 16 décembre 2022, le diocèse de Versailles annonce cependant dans un communiqué qu'il met fin à sa collaboration avec Marko Rupnik, et la basilique de Lisieux fait de même concernant la commande de mosaïques pour la chapelle prévue pour accueillir la châsse des reliques de Louis et Zélie Martin.

### Témoignage anonyme d'une religieuse
Dans une interview datée du 18 décembre 2022 au journal italien Domani (en), l'une des religieuses victimes de Rupnik affirme qu'une vingtaine de sœurs de la communauté de Loyola (sur la quarantaine de religieuses présentes à l'époque) auraient été agressées par Rupnik. Elle affirme avoir subi de très violentes agressions sexuelles de sa part pendant et hors confession. Elle évoque la dépendance de Marko Rupnik à la pornographie et son emprise sur les sœurs. Selon son témoignage, Rupnik recourait à un discours pseudo-théologique pour obtenir des faveurs sexuelles. La religieuse dénonce l'omertà qui a entouré son cas et l'absence de réponse et d'aide, notamment de la part du cardinal Tomáš Špidlík, lorsqu'elle a dénoncé les abus subis. Pour Lucetta Scaraffia, éditorialiste à La Stampa, « l'affaire Rupnik révèle crûment comment la hiérarchie ecclésiastique peine à comprendre le problème des abus sexuels sur les religieuses ». À ses yeux, les abus sexuels à l'égard des femmes n'existent pas pour l'institution ecclésiastique, qui les considère comme des « transgressions sexuelles commises par les deux parties »,,. 
Fin décembre 2022, le Vatican publie le volume officiel reproduisant tous les timbres imprimés pour l'année 2022 ; malgré les accusations qui pèsent contre Rupnik, une œuvre picturale de Rupnik apparaît en couverture.
En janvier 2023, interrogé par l'Associated Press sur le cas de Marko Rupnik, le pape François déclare qu'il n'a « rien à voir avec cette affaire », même s'il concède avoir effectué « une petite chose procédurale qui est arrivée à la CDF » afin que la deuxième série d'accusations soit examinée par le même tribunal que la première. Il indique ne pas avoir fait lever le délai de prescription canonique dans le cas de Rupnik, les victimes présumées n'étant ni mineures ni considérées comme des adultes vulnérables,,.

### Enquête interne des jésuites (décembre 2022-février 2023)
Le 18 décembre 2022, le même jour que la parution du témoignage anonyme dans la presse, les jésuites lancent un appel à témoignages. Une enquête interne est engagée. 15 nouveaux témoignages s'ajoutent aux neuf autres recueillis en 2020 lors de la deuxième enquête canonique. Il s'agit de 12 femmes et trois hommes, qui affirment avoir subi « des abus de conscience, avoir été harcelés spirituellement, psychologiquement ou sexuellement lors d'expériences personnelles de relation avec le père Rupnik ». Ces faits se seraient produits dans les années 1980 à 2018. Les conclusions de l'enquête sont communiquées le 21 février 2023 ainsi que de nouvelles sanctions frappant Rupnik : il doit « cesser toute activité artistique publique », ce qui s'ajoute à l'interdiction, déjà en vigueur, de donner des conférences, de célébrer publiquement la messe ou de quitter la région de Rome sans l'autorisation de ses supérieurs ». Une troisième enquête canonique est ouverte,,.
Le 4 avril 2023, La Vie publie le récit de l'une des victimes de Rupnik, sœur Samuelle, membre des Fraternités monastiques de Jérusalem pendant près de 20 ans avant d'en sortir en 2018. Elle relate avoir « été victime d'une violence psychologique subtile et délétère ». Elle indique avoir été également victime d'« emprise à caractère sexuel » de la part de Marko Rupnik durant le temps où elle a travaillé dans le centre Aletti de 2010 à 2014.
Le 9 juin 2023, Rupnik est renvoyé de la Compagnie de Jésus « en raison de son refus obstiné d'observer le vœu d'obéissance », notamment ses voyages, en dépit des restrictions de déplacement qui lui étaient imposées. Il dispose de « 30 jours, à compter du 14 juin 2023, pour faire appel ».
Le 17 juin, la directrice du Centre Aletti, la théologienne Maria Campatelli, qui avait pris dès le début de l'affaire la défense de Marko Rupnik, dénonce « une campagne médiatique basée sur des allégations diffamatoires et non prouvées ». Le 15 septembre, le pape François la reçoit en audience privée. À la demande du pape, une photo de cette rencontre est prise et publiée par les services de communication du Vatican,.
Le 18 septembre 2023, le cardinal-vicaire du diocèse de Rome, Angelo De Donatis, donne un compte-rendu du rapport écrit à la suite de la visite apostolique au centre Aletti, qui avait été ordonnée le 16 janvier 2023, révélant ainsi son existence. Il affirme qu'à la lumière de ce rapport, « il ressort clairement qu'au sein du Centre Aletti, il existe une vie communautaire saine, sans problèmes critiques particuliers. » Il ajoute que le rapport fait état d'« anomalies graves dans les procédures, dont l'examen a généré des doutes fondés, y compris sur la procédure de demande d'excommunication elle-même » à l'encontre de Rupnik,.
Le 19 septembre, une lettre ouverte à François et à d'autres responsables de l'Église est publiée par quatre des 15 femmes au moins qui affirment que le prêtre slovène a abusé d'elles. Elles expriment leur « perplexité » face à la déclaration du vicariat de Rome et à la forte médiatisation de la rencontre du pape avec Maria Campatelli,.
Le 25 octobre 2023, le site d'informations Katholisch.de et d'autres médias italiens et allemands confirment que, selon des sources proches de l'ordre jésuite, Marko Rupnik a été incardiné dans le diocèse de Koper en Slovénie,, alors que la Compagnie de Jésus avait mis en garde le diocèse. L'évêque indique qu'en l'absence de sanctions canoniques contre Rupnik, il ne pouvait pas s'opposer à cette nomination demandée par l'intéressé. 

### Enquête canonique (à partir d'octobre 2023)
Deux jours plus tard, le 27 octobre 2023, le Saint-Siège, qui n'avait jamais communiqué officiellement dans l'affaire Rupnik, annonce que le pape François lève la prescription canonique et demande au Dicastère pour la Doctrine de la foi d'étudier à nouveau le dossier du prêtre en vue d'un procès canonique,. Malgré son incardination dans le diocèse de Koper en août 2023, Rupnik réside toujours au centre Aletti à Rome sans faire l'objet de restrictions dans son ministère,.
Le 15 décembre 2023, l'archidiocèse de Ljubljana annonce la dissolution de la communauté de Loyola en raison de graves problèmes de gouvernance. Le décret du Dicastère pour les instituts de vie consacrée signé le 20 octobre 2023 prévoit un délai d'un an avant la fermeture de l'institut,.
En février 2024, le Vatican annonce poursuivre l'enquête, et élargir son champ d'investigation. De nouveaux témoignages de victimes sont déposés auprès du Dicastère pour la Doctrine de la foi en avril 2024.
En octobre 2024, le délai accordé à la communauté de Loyola pour se dissoudre est porté à un an supplémentaire.
Dans une interview accordée le 23 janvier 2025, le cardinal Víctor Manuel Fernández annonce que le Dicastère pour la Doctrine de la foi (DDF) a achevé son enquête sur Marko Rupnik et travaille à la constitution d'un tribunal indépendant en vue de mener à son terme la procédure pénale. Selon une source vaticane, il pourrait être jugé sur la base d'un délit d'« abus spirituel » en cours d'élaboration par le DDF. En juillet 2025, le cardinal Víctor Manuel Fernández annonce qu'un collège de juges a été nommé et qu'il est « composé exclusivement de personnalités indépendantes extérieures » au DDF. 

### Enquête sur le centre Aletti d'Olomouc
Le 10 juin 2025, le nouveau provincial des jésuites en Tchéquie annonce l'ouverture d'une enquête sur le centre Aletti d'Olomouc, affilié à celui de Rome, dont il a limogé le directeur, défenseur affiché de Marko Rupnik. L'enquête vise des dérives sectaires dans une communauté étroitement liée au centre Aletti d'Olomouc (cz) et des « textes doctrinalement douteux », inspirés par les révélations privées de l'une de ses membres,.

## Œuvres
Avec l'atelier d'art religieux du centre Aletti dont il a été le directeur jusqu'en 2020, Marko Rupnik a réalisé 231 œuvres dans le monde entier, comme :
- les mosaïques de la chapelle Redemptoris Mater, au Vatican[7],
- une mosaïque de la basilique de la Sainte Trinité à Fátima représentant l'Apocalypse[48], Le sanctuaire fait savoir en avril 2025 son refus de retirer ou de cacher cette mosaïque[49].
- les mosaïques de la façade de la basilique Notre-Dame du Rosaire, à Lourdes[50]. À la suite de réflexions de mars 2023 à juin 2024[51],[52],[53], Jean-Marc Micas, évêque du lieu, annonce le 2 juillet 2024 « qu'il faudra un jour les enlever parce qu'elles empêchent Lourdes d'atteindre toutes les personnes à qui le message du sanctuaire est destiné », mais que dans l'immédiat, l'éclairage nocturne les mettant en valeur sera éteint[54]. Le 31 mars 2025, des panneaux sont mis en place pour les occulter[55].
- les mosaïques de la cathédrale de l'Almudena, à Madrid (Espagne),
- les mosaïques de la cathédrale Saint-Sébastien, à Bratislava (Slovaquie)[56],
- les mosaïques de la chapelle de l'évêché de Ténérife (Espagne),
- les mosaïques du sanctuaire Madonna Ta'Pinu à Gozo (Malte),
- la mosaïque de la chapelle du Patronage du Bon Conseil, Paris, (2015)[57],
- la mosaïque du parvis de la cathédrale Sainte-Geneviève-et-Saint-Maurice de Nanterre (France), représentant Sainte Geneviève[58],
- les mosaïques de l'église Sant Julià i Sant Germà de Sant Julià de Lòria, en Andorre (2019),
- la nouvelle chapelle attenante à la basilique Sainte-Thérèse de Lisieux est construite pour accueillir la châsse contenant les reliques de Louis et Zélie Martin (2022)[59].
- les mosaïques du chemin de joie à Genève (2019)[60],[61]. Charles Morerod, évêque du lieu, s'exprime en février 2023 contre leur retrait[62]. En septembre 2023, un « groupe de réflexion » est néanmoins lancé au sujet de ces œuvres[63] qui indique vouloir conserver ces œuvres « dans un souci de respect des très nombreuses personnes qui ont conçu et financé le projet » tout en souhaitant « communiquer ouvertement sur le débat ouvert pas la mise en cause de Marko Rupnik »[64].
- les mosaïques du sanctuaire national saint Jean-Paul II (en) à Washington DC, géré par les Chevaliers de Colomb. En mars 2024, ils annoncent réfléchir à l'opportunité de retirer ces mosaïques[65], et décident finalement en juillet 2024 de les recouvrir : « Notre première préoccupation doit être les victimes d'abus sexuels, qui ont déjà énormément souffert dans l'Église, et qui pourraient être encore plus blessées par l'exposition continue des mosaïques dans le sanctuaire »[66].

En juin 2024, Paolo Ruffini, préfet du dicastère pour la communication depuis 2018, estime que « retirer, effacer, détruire l'art n'a jamais été un bon choix ». Il déclare : « Nous parlons d’affaires que nous ne connaissons pas. Qui suis-je pour juger les histoires de Rupnik ? ». Le cardinal Seán O'Malley, président de la Commission pontificale pour la protection des mineurs, réagit à ces déclarations en demandant aux dicastères de la Curie, notamment à celui pour la communication, de faire preuve de prudence quant à l'utilisation de ces œuvres.
En juin 2025, le Saint-Siège décide de supprimer de ses sites web officiels, comme Vatican News, les photographies des œuvres de Rupnik,.

### Projet d'une œuvre collective de réparation
Le 21 avril 2025 sœur Samuelle, religieuse victime de Marko Rupnik, et le cinéaste Quentin Delcourt ont lancé le projet artistique Renaissance, consistant en une mosaïque géante devant être d'abord collectivement réalisée par des religieuses et religieux victimes d'abus sexuels et psychologiques au sein de l'Église catholique puis décomposée en 200 morceaux destinés à être déposés dans les lieux saints décorés par Marko Rupnik. Ce projet fera l'objet d'un documentaire intitulé « La Symphonie des tesselles » donnant la parole aux victimes,.

## Publications
- (en) Marko Ivan Rupnik, In the Fire of the Burning Bush: An Initiation to the Spiritual Life, 2004 (ISBN 978-0-8028-2832-3)
- (en) Marko Ivan Rupnik, Discernment: Acquiring the Heart of God, 2006 (ISBN 978-0-8198-1882-9)
- (en) Marko Ivan Rupnik, Human Frailty, Divine Redemption: The Theology and Practice of the Examen, 2012 (ISBN 978-0-8198-3410-2)
- (en) Marko Ivan Rupnik, Contemplating the face of Christ: a way of the cross, 2018 (ISBN 978-0-8198-1669-6)
- (en) Marko Ivan Rupnik, According to the Spirit: Spiritual theology on the move with Pope Francis' Church, 2019 (ISBN 978-0-6484977-3-8)